# Сококе
Соко́ке — короткошёрстная порода кошек, возникшая на основе местных африканских кошек, которые живут в районе Сококе в Кении в полудиком состоянии.
Местные жители называют их хадзондзо (кадзондзо). В 1978 году на кокосовой плантации были найдены двое котят необычного вида и окраски. Они и стали родоначальниками породы. В 1984 году кошек импортировали в Данию, где занялись их разведением. Вслед за ними было импортировано ещё несколько животных. Оказалось, что генотип этих кошек не совпадает с генотипом обычных домашних кошек. В 1992 году Международная федерация кошек зарегистрировала предварительный стандарт породы. Основное поголовье по-прежнему, сосредоточено в Дании.

## Внешность
Тело средней длины, стройное, мускулистое с крепким костяком. Грудь хорошо развита. Конечности длинные, мускулистые. Задние лапы длиннее, чем передние, согнутые в положении стоя создают характерное впечатление, будто кошка полуприсела. Лапы овальные. Хвост средней длины, не слишком широкий у основания, сужен у кончика.
Голова в форме измененного мягко очерченного клина, выглядит маленькой относительно тела. Нос прямой, широкий, кончик выглядит обрубленным. Скулы высокие, хорошо развиты. Уши от средних до крупных, широкие у основания, кончики немного округлены. На кончиках желательны щётки. Подбородок сильный, широкий, на одной линии с кончиком носа. Уши поставлены широко (на расстоянии ширины одного уха между ними) и высоко, широкие у основания. Глаза большие, миндалевидные, прозрачные, блестящие, поставленные немного под углом к носу, расположенные далеко друг от друга. Цвет глаз от янтарного до светло-зелёного.
Шерсть очень короткая, упругая, блестящая, но не шелковистая, прилегает плотно к телу, практически без подшёрстка.
Окрас чёрный тэбби (мраморный) любого оттенка. Пятна в виде розеток. Рисунок тэбби с тиккингом на участках. Мочка носа кирпично-красная с каймой основного цвета. Подушечки лап чёрные или коричнево-чёрные.
Кошки обладают спокойной психикой. Они умны, любознательны и не навязчивы.